# NASA X-38
El X-38 Crew Return Vehicle (CRV) va ser un prototip de vehicle de reentrada sense ales com a fuselatge sustentador que seria utilitzat com un Vehicle de Retorn de Tripulació (Crew Return Vehicle o CRV) per a l'Estació Espacial Internacional (ISS). El X-38 va ser desenvolupat al punt d'un vehicle de prova de caiguda abans que el seu desenvolupament fos cancel·lat en el 2002 causa de les retallades pressupostàries.